# Trimetopon barbouri
Trimetopon barbouri — вид змій родини полозових (Colubridae). Ендемік Панами. Вид названий на честь американського герпетолога Томаса Барбура.

## Поширення і екологія
Trimetopon barbouri мешкають в західних і східних передгір'ях Панами, а також на острові Барро-Колорадо. Вони живуть у вологих рівнинних тропічних лісах, серед опалого листя. Зустрічаються на висоті від 20 до 800 м над рівнем моря.